# Bildpedagog
En bildpedagog eller bildlärare är en lärare i ämnet bild.
I Sverige utbildas bildlärare vid Konstfack i Stockholm, Linnéuniversitetet, Umeå universitet, Högskolan i Dalarna, Malmö högskola och Högskolan för design och konsthantverk vid Göteborgs universitet.